# Zagarolo

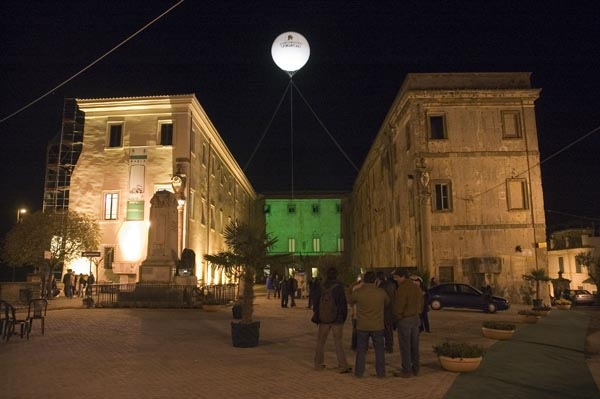
Palazzo Rospigliosi

Zagarolo ist eine italienische Gemeinde, die zur Metropolitanstadt Rom in der italienischen Region Latium gehört, mit 18.645 Einwohnern (Stand 31. Dezember 2023).

## Geographie

Lage von Zagarolo in der Metropolitanstadt Rom

Zagarolo liegt 36 km östlich von Rom und 6 km westlich von Palestrina. Die Altstadt von Zagarolo liegt auf einem ca. zwei Kilometer langen Tuffhügel zwischen zwei Tälern, etwa in der Mitte zwischen den Albaner Bergen und den Monti Prenestini. Sie liegt unterhalb von Palestrina zwischen der Via Prenestina und der Via Casilina. Der Teilort Valle Martella liegt entlang der Via Prenestina Nuova.
Das Gemeindegebiet erstreckt sich über eine Höhe von 65 bis 450 m s.l.m.
Die Gemeinde liegt in der Erdbebenzone 2 (mittel gefährdet).
Zagarolo ist Mitglied der Comunità Montana dei Castelli Romani e Prenestini.
Die Nachbargemeinden sind im Uhrzeigersinn Gallicano nel Lazio, Palestrina, Rocca Priora, San Cesareo, Monte Compatri und Rom.

### Verkehr
- Zagarolo liegt 8 km von der Auffahrt San Cesareo auf den Autobahnzubringer zur Autobahn A1  Autostrada del Sole entfernt.
- Zagarolo wird von der Via Casilina (Staatsstraße SS 6), die den Ort mit Rom verbindet, erschlossen.
- Außerdem wird die Gemeinde von der SS 155 durchquert, die von San Cesareo nach Frosinone führt.

- Zagarolo hat einen Bahnhof der Regionalbahnstrecke Bahnstrecke Rom–Cassino–Neapel in 3 km Entfernung vom Ortszentrum. Er ist auch Haltepunkt an der Regionalbahnlinie FL6 Rom–Cassino.

- Der nächste internationale Flughafen Rom-Fiumicino befindet sich in 57 km Entfernung.

## Geschichte
Möglicherweise wurde der Hügel von Zagarolo bereits in der Antike von der latinischen Stadt Gabii aus besiedelt. Dokumentarisch fassbar wird der Ort allerdings erst, als ihn Papst Johannes XIII. im Jahr 970 seiner Schwester Stefania und damit den Grafen von Tusculum übergab. Nach deren Untergang kam Zagarolo an die Familie Colonna. Während der Auseinandersetzungen zwischen den Colonna und dem Papst wurde der Ort mehrmals zerstört. 1670 wurde er an die Rospigliosi verkauft, deren Bautätigkeit die Altstadt ihr heutiges Aussehen verdankt. Der Palazzo Rospigliosi, der die Stadt dominiert wurde erst 1980 an die Gemeinde verkauft.

## Bevölkerungsentwicklung
| Jahr      | 1881  | 1901  | 1921  | 1936  | 1951  | 1971  | 1991   | 2001   | 2011   |
| Einwohner | 5.512 | 5.415 | 5.140 | 5.477 | 6.107 | 7.004 | 10.047 | 12.735 | 16.930 |

Quelle ISTAT

## Politik
Lorenzo Piazzai (PD) wurde im Mai 2015 zum Bürgermeister gewählt. Sein Mitte-links-Bündnis stellt auch mit 10 von 16 Sitzen die Mehrheit im Gemeinderat.
Er löste seinen Parteifreund Giovanni Paniccia (2010–2015) ab, der nicht mehr kandidierte.
Bürgermeister von Zagarolo:
- 2000–2010: Daniele Leodori (PD), jetzt Präsident der Regionalversammlung der Region Latium
- 2010–2015: Giovanni Paniccia (PD)
- seit 2015: Lorenzo Piazzai (PD)

### Partnerstädte
- Nelahozeves, Mittelböhmen
- Six-Fours-les-Plages, Côte d’Azur

## Sehenswürdigkeiten
- Der Palazzo Rospigliosi geht auf eine Burg der Colonna aus dem 11. Jahrhundert zurück und wurde ab dem 16. Jahrhundert zu einer prachtvollen Residenz umgebaut. Er beherbergt heute das Touro College Rome.
- Die Kirche San Pietro, mit ihrer auffälligen elliptischen Kuppel, wurde ab 1670 errichtet.
- Die Piazza Guglielmo Marconi stellt eine einheitliche barocke Komposition dar mit dem Palazzo di Gonfalonieri (heute Rathaus), dem Palazzo della Giustizia und der Kirche San Lorenzo

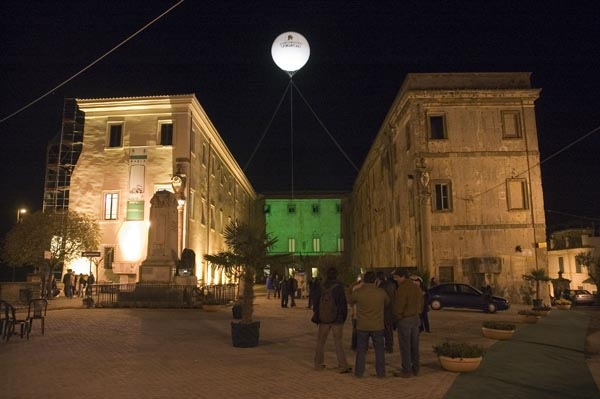
Palazzo Rospigliosi
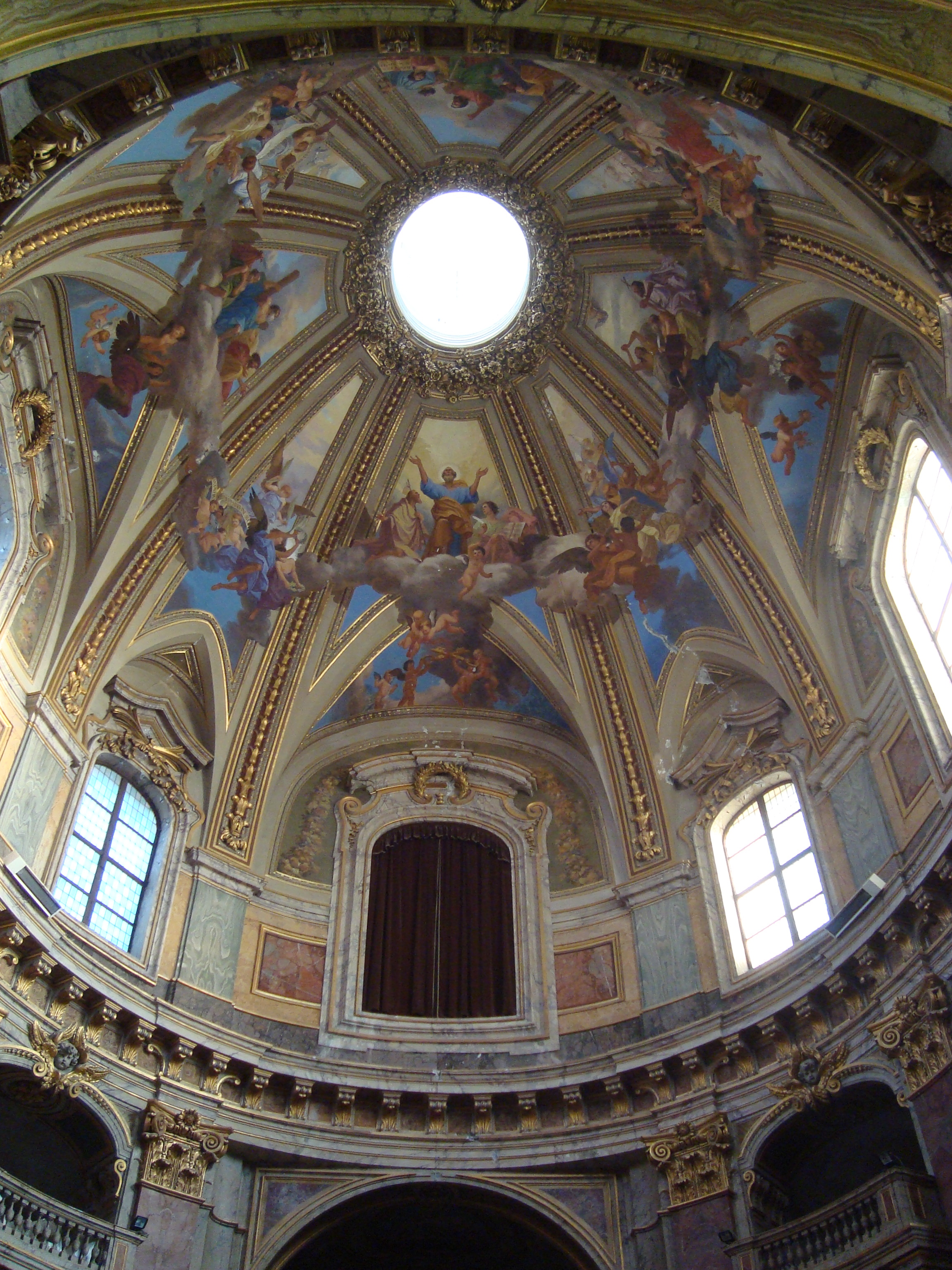
Kuppel der Kirche San Pietro
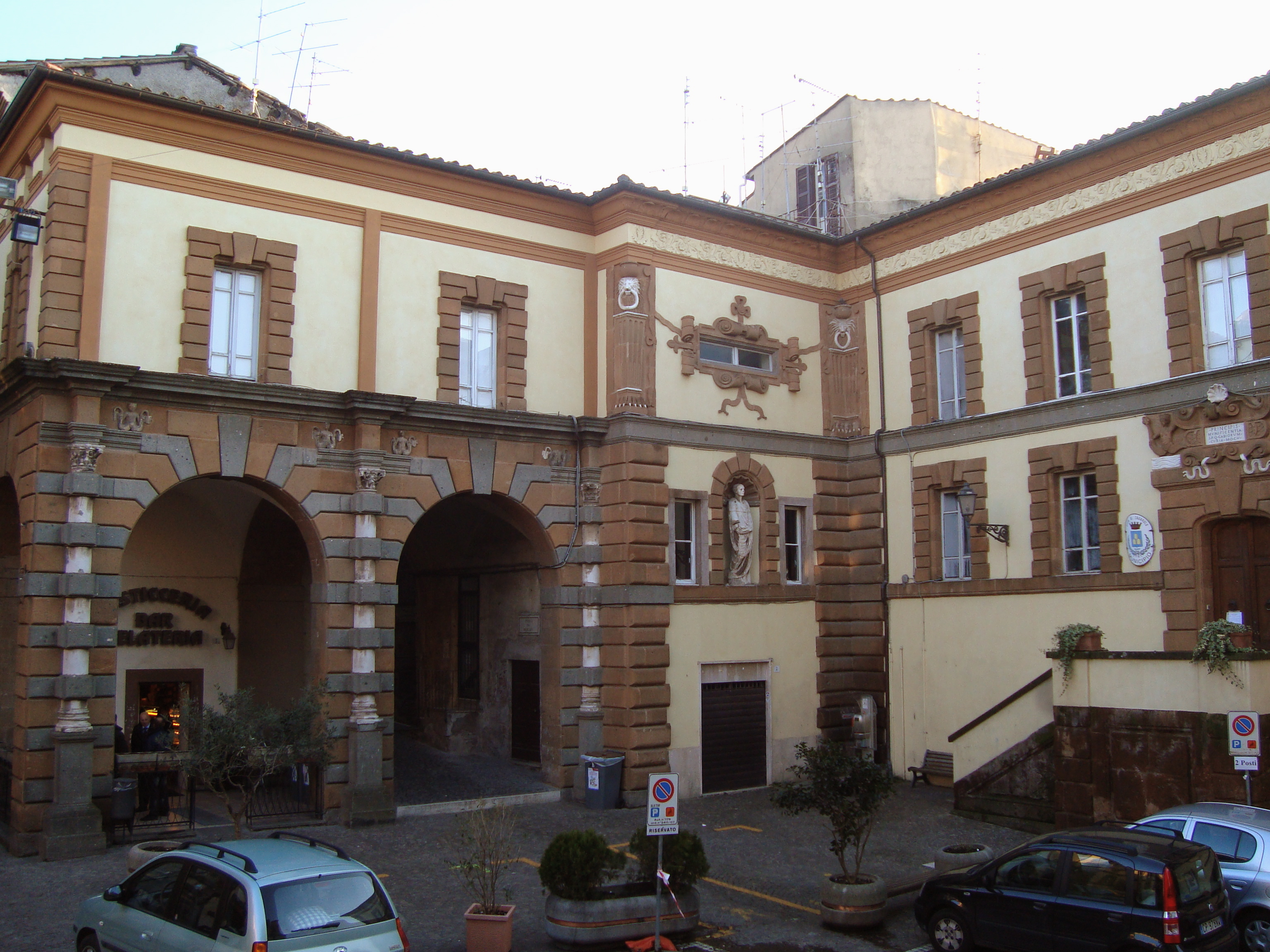
Palazzo di Gonfalonieri (Rathaus)
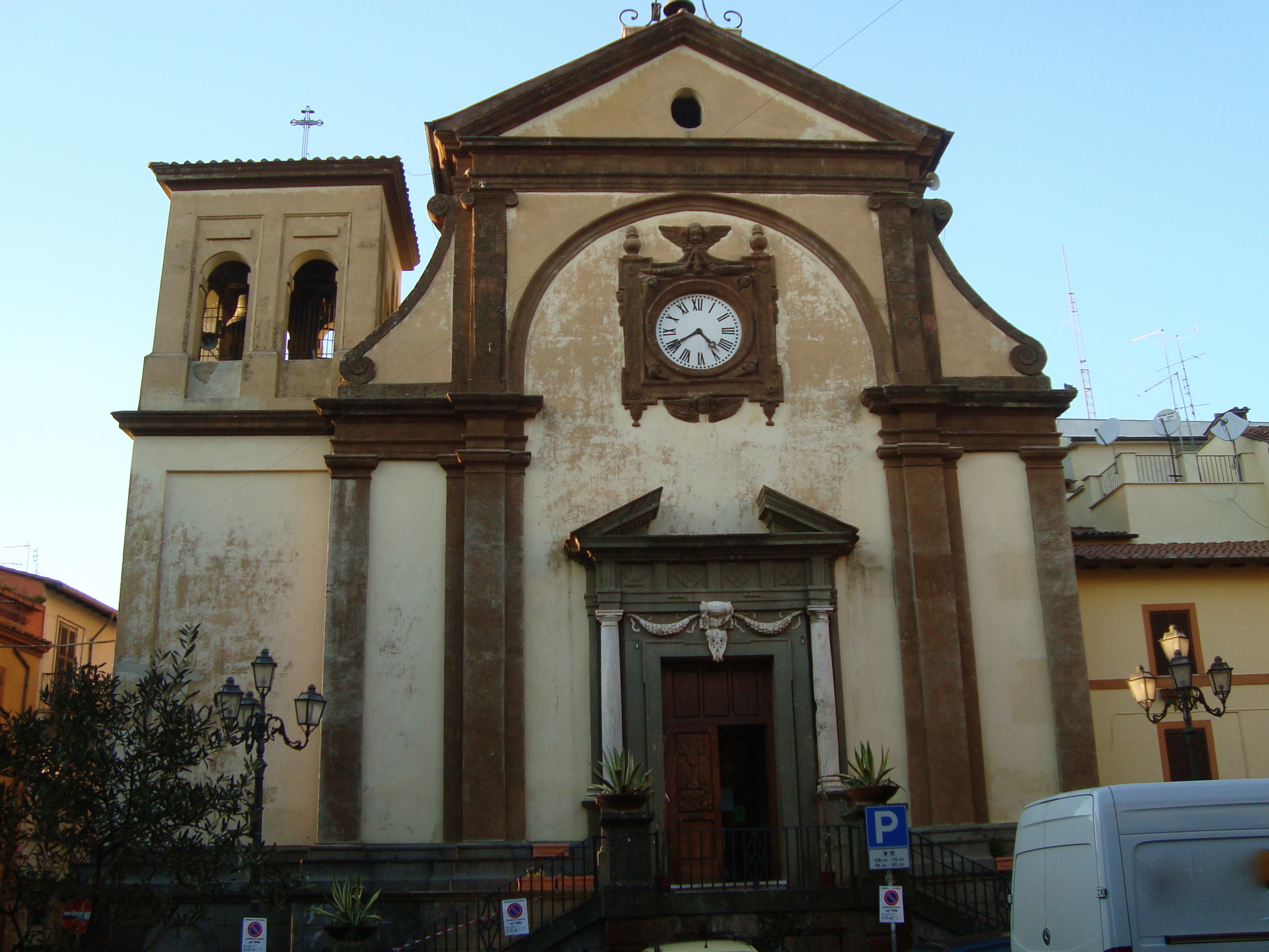
Kirche San Lorenzo

## Typische Produkte
In Zagarolo wird Wein angebaut, vor allem der Weißwein Zagarolo Tufaio DOC.
Am ersten Sonntag im Oktober findet die Sagra dell'Uva, das Fest der Weintraube, statt.

## Söhne und Töchter
- Goffredo Petrassi (1904–2003), Komponist
- Angelo Infanti (1939–2010), Schauspieler